# Druhá vláda Josepha Wirtha
Druhá vláda Josepha Wirtha byla vláda Německé říše v období Výmarské republiky  působící od 26. října 1921 do 22. listopadu 1922.
Vláda měla 11 (později 12) členů a tvořila ji koalice Centra a Sociálnědemokratické strany Německa (SPD). 
Německá demokratická strana (DDP) menšinový kabinet podporovala, Otto Gessler z DDP zůstal na pozici ministra obrany a později se k vládě připojil i Walther Rathenau na post ministra zahraničí. Ve vládě byl jeden nestraník a později byl přizván i zástupce Bavorského rolnického svazu (BBB). Kabinet podal demisi kvůli rozdílným názorům na přizvání lidovců do vlády v listopadu 1922.

## Tvorba vlády
První Wirthův kabinet podal demisi 22. října 1921 na protest proti rozhodnutí Ligy národů o rozdělení území Horního Slezska mezi Němce a Poláky. Prezident Ebert požádal kancléře Wirtha o sestavení nového kabinetu 25. října. Wirth se pokusil ke koalici Centra a sociálních demokratů přesvědčit i zástupce lidovců a německých demokratů. Obě strany ale odmítaly přijmout rozhodnutí o rozdělení průmyslového regionu. Nakonec staronový kancléř odprezentoval svou novou vládu ne jako koalici politických stran, ale jako vládu jednotlivců bez politické příslušnosti. 
Samotná vláda nedoznala mnoha změn. Zůstal Otto Gessler z DDP na pozici ministra obrany a němečtí demokraté hlasovali nadále s vládou. Zbývající ministři za DDP ale ve vládě nefigurovali. Ministerstvo spravedlnosti převzali sociální demokraté, ministerstvo zahraničí vedl opět kancléř a ministerstvo znovuobnovy zůstalo volné pro případného dalšího koaličního partnera. Na konci ledna 1922 se kancléři podařilo přesvědčit průmyslníka Rathenaua k převzetí ministerstva zahraničí. V březnu 1922 se k vládě přidal zástupce Bavorského rolnického svazu jako ministr zemědělství. Kabinet disponoval pouze 209 křesly v 459 členném sněmu, ale ve většině zásadních rozhodnutí se mohl spolehnout na podporu poslanců z USPD.

## Politika vlády

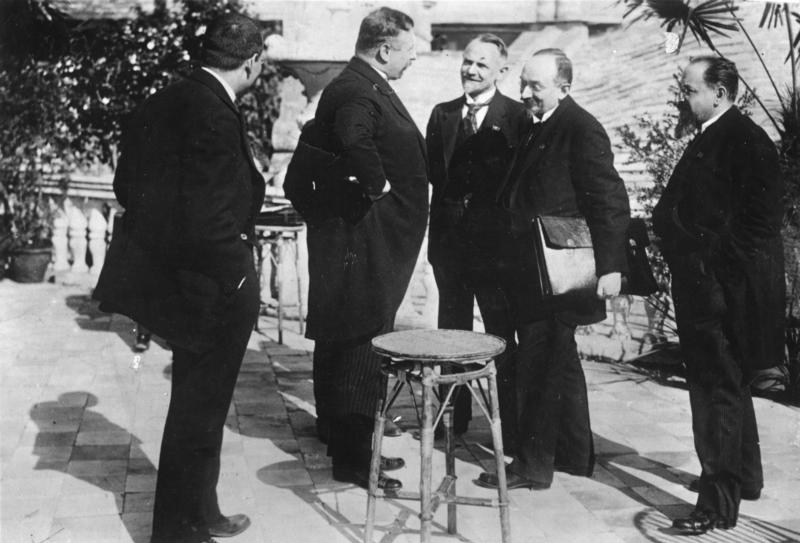
Kancléř Wirth (druhý zleva) v Rapallu s členy sovětské delegace Krasinem, Čičerinem a Joffem

Cílem vlády bylo vymanit Německo z mezinárodní izolace, do které se země dostala kvůli poválečným dluhům. Žádná země s Němci nechtěla obchodovat, dokud nesplatí reparace. V dubnu 1922 se kancléř Wirth a ministr zahraničí Rathenau účastnili Světové ekonomické konference v Janově, a to poprvé jako plnoprávní účastníci. Na samotné konferenci k žádné významné dohodě nedošlo, ale v zákulisí proběhlo sblížení německých a sovětských delegátů. Zástupci obou států podepsali v italské Rapallu smlouvu (tzv. Rapallskou smlouvu), ve které navázali diplomatické a obchodní vztahy a odpustili si válečné reparace. Tajně obě země začaly spolupracovat i vojensky. Rusové od Němců získali moderní technologie a produkty těžkého průmyslu. Pro Němce smlouva znamenala možnost obejít Versailleskou smlouvu a na sovětském území cvičit svoje vojenské piloty, tankové a dělostřelecké jednotky. 
Sblížení s bolševiky vyvolalo bouřlivé protesty německé pravice, která se stavěla ostře již proti schválení platby reparací. V červnu 1922 spáchala krajně pravicová organizace Consul úspěšný atentát na ministra Rathenaua. Jeho pohřeb se stal manifestací na obranu německé demokracie a samotný kancléř přednesl den po atentátu svoji nejznámější řeč, ve které zaznělo: Stojí tu nepřítel, který kape jed do ran našeho lidu. Stojí tu nepřítel a není pochyb o tom: tento nepřítel je napravo! (německy: Da steht der Feind, der sein Gift in die Wunden eines Volkes träufelt. – Da steht der Feind – und darüber ist kein Zweifel: dieser Feind steht rechts!). V červenci 1922 prošel parlamentem zákon o ochraně republiky cílený proti vnitřním nepřátelům. 

## Konec vlády
V září 1922 došlo k opětovnému sloučení obou sociálně demokratických stran (SPD a USPD) v jednu stranu, čímž sice vláda získala dalších 84 křesel a měla 293 mandátů v 459 členném sněmu, na druhou stranu v ní začala sociální demokracie zcela dominovat. Zástupci Centra a DDP začali požadovat zapojení lidovců z pravicové DVP do kabinetu jako protiváhu k SPD, s čímž ale vicekancléř Bauer za SPD nesouhlasil. Výsledkem byla demise vlády 22. listopadu 1922. Jelikož strany nebyly schopné najít shodu, vlády se chopil poloúřednický kabinet nestraníka Wilhelma Cuna. 

## Seznam členů vlády

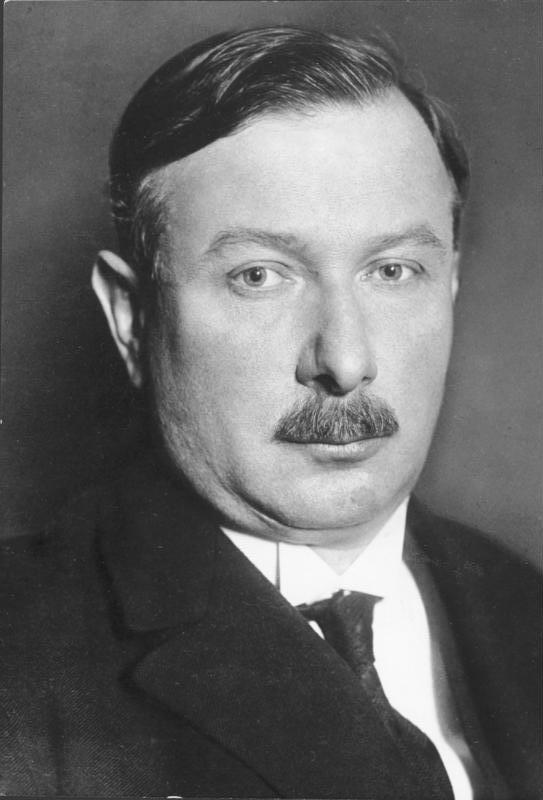
Kancléř Joseph Wirth

| Portfej              | Ministr                        | Strana | Strana      | Nástup do úřadu | Odchod z úřadu     |
| -------------------- | ------------------------------ | ------ | ----------- | --------------- | ------------------ |
| Říšský kancléř       | Joseph Wirth                   |        | Centrum     | 26. října 1921  | 22. listopadu 1922 |
| vicekancléř          | Gustav Bauer                   |        | SPD         | 26. října 1921  | 22. listopadu 1922 |
| říšské klenoty       | Gustav Bauer                   |        | SPD         | 26. října 1921  | 22. listopadu 1922 |
| zahraničí            | Joseph Wirth                   |        | Centrum     | 26. října 1921  | 31. ledna 1922     |
| zahraničí            | Walther Rathenau               |        | DDP         | 31. ledna 1922  | 24. června 1922    |
| zahraničí            | Joseph Wirth                   |        | Centrum     | 26. června 1922 | 22. listopadu 1922 |
| vnitro               | Adolf Köster                   |        | SPD         | 26. října 1921  | 22. listopadu 1922 |
| finance              | Andreas Hermes pověřen řízením |        | Centrum     | 26. října 1921  | 10. března 1922    |
| finance              | Andreas Hermes                 |        | Centrum     | 10. března 1922 | 22. listopadu 1922 |
| hospodářství         | Robert Schmidt                 |        | SPD         | 26. října 1921  | 22. listopadu 1922 |
| práce                | Heinrich Brauns                |        | Centrum     | 26. října 1921  | 22. listopadu 1922 |
| obranné síly         | Otto Geßler                    |        | DDP         | 26. října 1921  | 22. listopadu 1922 |
| justice              | Gustav Radbruch                |        | SPD         | 26. října 1921  | 22. listopadu 1922 |
| výživa a zemědělství | Andreas Hermes                 |        | Centrum     | 26. října 1921  | 10. března 1922    |
| výživa a zemědělství | Anton Fehr                     |        | BBB         | 31. března 1922 | 22. listopadu 1922 |
| pošty                | Johannes Giesberts             |        | Centrum     | 26. října 1921  | 22. listopadu 1922 |
| doprava              | Wilhelm Groener                |        | bezpartijní | 26. října 1921  | 22. listopadu 1922 |